# Cyphelium lucidum
Cyphelium lucidum är en lavart som först beskrevs av Theodor 'Thore' Magnus Fries, och fick sitt nu gällande namn av Theodor 'Thore' Magnus Fries. Cyphelium lucidum ingår i släktet Cyphelium och familjen Physciaceae.  Arten är reproducerande i Sverige. Inga underarter finns listade i Catalogue of Life.